# 아와시마섬 (가가와현)

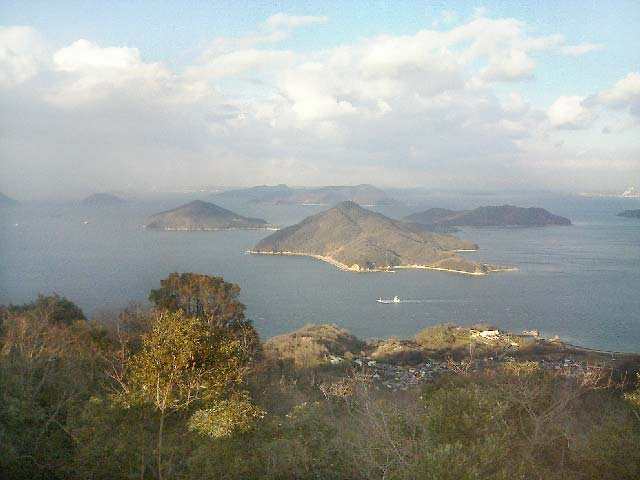

아와시마섬(일본어:  粟島)은 일본 시코쿠 가가와현의 섬이다.
이 섬은 세토 내해에 떠있는 섬으로 혼슈 가가와현에 속해있다. 이 섬 주변에는 무수히 많은 섬들이 몰려있다. 섬의 면적은 3.68 km2이고 최고점은 222.08 m이다.

## 같이 보기
- 갯반디